# Jim Hunt
Pour les articles homonymes, voir Hunt.
James Baxter Hunt, Jr. dit Jim Hunt, né le 16 mai 1937 à Greensboro, est un homme politique américain, membre du Parti démocrate, gouverneur de Caroline du Nord à deux reprises, de 1977 à 1985 puis de 1993 à 2011. Il fut auparavant lieutenant-gouverneur de l'État, entre 1973 et 1977.
En 1984, il est lauréat du prix James-Bryant-Conant.